# Mehlkrieg
Der sogenannte Mehlkrieg (frz. guerre des farines) war ein Aufstand in Frankreich im April und Mai 1775 gegen außerordentlich hohe Mehl- und Brotpreise.
Zu jener Zeit lebte ein Großteil der französischen Landbevölkerung in bitterer Armut und musste um das „tägliche Brot“ kämpfen. Zwei Drittel der bäuerlichen Bevölkerung konnte nicht allein vom Ertrag der eigenen Felder leben und war zum Überleben auf zusätzliche, abhängige Arbeit angewiesen; ein Drittel vermochte auch damit kaum zu überleben.
Missernten im Jahre 1774 führten zu einem Preisanstieg bei Getreide, Mehl und Brot. Im Frühjahr 1775 spitzte sich die Lage immer mehr zu, die Vorräte gingen allmählich zur Neige, die neue Ernte war aber noch nicht eingefahren. Die wöchentlich steigenden Preise ließen unter der armen Landbevölkerung die Angst vor einer Hungersnot aufkommen.
Am 27. April 1775 forderte eine aufgebrachte Menge auf dem Getreidemarkt in Beaumont-sur-Oise (im Tal der Oise) gerechte Getreidepreise und plünderte schließlich den Markt. Rasch weiteten sich die Unruhen auch auf das umliegende Gebiet und bis in die Vororte von Paris aus.
Die Aufständischen machten einerseits die Getreidehändler, Großbauern und Spekulanten für die in ihren Augen untragbaren Preiserhöhungen verantwortlich, vor allem aber auch die Liberalisierung des Getreidehandels (Libéralisation des grains), die erst kurz zuvor von Minister Turgot durchgesetzt worden war. Der Mehlkrieg führte schließlich dazu, dass König Ludwig XVI. die Liberalisierung zurücknehmen und den Getreidehandel wieder staatlich regulieren lassen musste.
Ansonsten wurde der Mehlkrieg mit aller Härte und mit Hilfe von 25.000 Soldaten niedergeschlagen, zwei „Anführer“ wurden zum Tode verurteilt (und später begnadigt; der eine erhielt stattdessen die Galeerenstrafe, der andere wurde in die Verbannung geschickt).
Der Mehlkrieg wird oft als Vorzeichen der Französischen Revolution betrachtet, da zu hohe Brotpreise weiterhin für Unmut unter der einfachen Bevölkerung sorgten und letztlich 1789 die Revolution mitverursachten.